# Дэвис, Айрис
Айрис Лаверн Дэвис-Хикс (англ. Iris LaVerne Davis-Hicks; 30 апреля 1950, Помпано-Бич, Флорида — 18 сентября 2021, Помпано-Бич, Флорида) — американская легкоатлетка, специалистка по бегу на короткие дистанции. Выступала за сборную США по лёгкой атлетике в начале 1970-х годов, двукратная чемпионка Панамериканских игр, многократная победительница и призёрка первенств национального значения, участница летних Олимпийских игр в Мюнхене.

## Биография
Айрис Дэвис родилась 30 апреля 1950 года в городе Помпано-Бич, штат Флорида.
Занималась лёгкой атлетикой во время учёбы в Университете штата Теннесси, состояла в университетской легкоатлетической команде Tennessee State Lady Tigers, успешно выступала на различных студенческих соревнованиях.
В 1968 году в качестве запасной бегуньи присутствовала на летних Олимпийских играх в Мехико, при этом выйти здесь на старт ей не довелось.
Первого серьёзного успеха на национальном уровне добилась в сезоне 1969 года, когда на чемпионате США в Дэйтоне выиграла серебряную медаль в зачёте бега на 100 ярдов, уступив лишь титулованной Барбаре Феррелл.
В 1970 году на чемпионате США в Уэствуде завоевала золотую награду на дистанции 100 ярдов. Участвовала в матчевой встрече со сборной СССР в Ленинграде, став лучшей на дистанции 100 метров.
В 1971 году на чемпионате США в Бейкерсфилде одержала победу в беге на 100 метров. Помимо этого, заняла первое место в матчевой встрече со сборной СССР в Беркли. Попав в основной состав американской национальной сборной, выступила на Панамериканских играх в Кали, где победила в дисциплине 100 метров и в эстафете 4 × 100 метров.
В 1972 году выиграла бег на 60 ярдов в матчевой встрече со сборной СССР в помещении в Ричмонде. На чемпионате США в Кантоне вновь была лучшей в дисциплине 100 метров, тогда как на олимпийском отборочном турнире в Юджине стала второй — тем самым удостоилась права защищать честь страны на Олимпийских играх в Мюнхене. На Олимпиаде в финале бега на 100 метров финишировала четвёртой, в эстафете 4 × 100 вместе с соотечественницами так же показала четвёртый результат.
В 1973 году на чемпионате США в Ирвайне превзошла всех соперниц в дисциплине 100 ярдов, став таким образом четырёхкратной чемпионкой страны на открытом стадионе.
Умерла 18 сентября 2021 года в Помпано-Бич в возрасте 71 года.